# Gods & Monsters
"Gods and Monsters" é uma canção da cantora e compositora norte-americana Lana Del Rey, presente em seu terceiro EP, intitulado Paradise (2012).

## Recepção crítica
O crítico John Bush do Allmusic disse que este simile de Gods & Monsters encarna o tema de todo o álbum: "Como um grupo incógnito posando como um cantor de verdade, a vida imita a arte ".  Slant Magazine disse que o EP não poderia chegar ao mesmo nível de Born to Die, com faixas como "Gods & Monsters" e "Burning Desire" sendo as únicas exceções.

## Televisão
- Na série American Horror Story: Freak Show,no episódio Edward Mordrake: Part1, a atriz Jessica Langee interpreta a canção.

## Desempenho nas tabelas musicais

### Posições
| Posição nas paradas                           | Melhor posição |
| --------------------------------------------- | -------------- |
| França - SNEP                                 | 92             |
| Reino Unido - UK Singles Charts               | 39             |
| Estados Unidos - Billboard Rock Songs         | 15             |
| Estados Unidos - Billboard Rock Digital Songs | 7              |